# Taste
Taste – irlandzki zespół rockowy, założony w 1966 roku w Irlandii przez Rory’ego Gallaghera.

## Historia
Zespół, oryginalnie nazwany „the Taste”, rozpoczął swoją działalność w Cork jako trio: Rory Gallagher jako gitarzysta i wokalista, Eric Kitteringham na basie i Norman Damery na perkusji. Podczas swoich wczesnych lat Taste dawał koncerty w Irlandii i Hamburgu, do czasu aż zaczął regularnie grywać w Maritime Hotel, rhythmandbluesowym klubie w Belfaście.
W roku 1968 oryginalny skład Taste rozpadł się, Kitteringham i Damery odeszli. Na ich miejsce pojawili się Richard McCracken (gitara basowa) i John Wilson (instrumenty perkusyjne). Wtedy grupa przeniosła się na stałe do Londynu, podpisała kontrakt z wytwórnią Polydor i ruszyła w trasę razem z Blind Faith. W 1969 roku wydała pierwszą płytę, zatytułowaną po prostu Taste oraz nieco później drugą, On the Boards. Pod koniec roku, razem z Yes, Taste otwierał pożegnalne koncerty słynnego Creamu.
Najsłynniejszy występ Taste odbył się w 1970 roku podczas Isle of Wight Festival, kiedy muzycy dzielili scenę z takimi gwiazdami jak The Who czy Jimi Hendrix. Po bardzo gorącym przyjęciu przez publiczność, zespół wracał na scenę na 5 bisów. Mimo wszystko pod koniec roku grupa rozpadła się, a Rory Gallagher rozpoczął solową karierę.

## Dyskografia
- Taste – Polydor, 1969
- On the Boards – Polydor, 1970
- Live Taste – Polydor, 1971
- Live at the Isle of Wight – Polydor, 1972
- Take It Easy Baby – Polydor, 1974